# 二梅站
二梅站（：／ Imae yeok */?）是水仁·盆唐線與京江線沿線交會的一座轉乘車站，位於韓國京畿道城南市盆唐區二梅洞，盆唐線的韓語副站名是「城南藝術中心」（성남아트센터）。盆唐線開通時並未設置本站，而是在鄰近居民的要求下，由城南市和韓國土地住宅公社共同負擔建設費，並於2000年3月開工。

## 車站結構
兩線站體均為2面2線側式月台的地下車站，候車月台皆設有月台幕門。

### 水仁·盆唐線月台
| ↑ 野塔 |
| \| １  |
| 書峴 ↓ |

| 月台 | 路線                   | 目的地                           |
| ---- | ---------------------- | -------------------------------- |
| 1    | ●首都圈電鐵水仁·盆唐線 | 水原、器興、竹田、書峴、仁川方向 |
| 2    | ●首都圈電鐵水仁·盆唐線 | 往十里、宣靖陵、牡丹、野塔方向   |

### 京江線月台
| ↑ 城南 |
| \| 下  |
| 三洞 ↓ |

| 月台 | 路線              | 目的地                   |
| ---- | ----------------- | ------------------------ |
| 上行 | ●首都圈電鐵京江線 | 城南、板橋方向           |
| 下行 | ●首都圈電鐵京江線 | 京畿廣州、夫鉢、驪州方向 |

## 歷史
- 2000年3月：開工。
- 2004年1月16日：落成啟用。
- 2009年7月20日－2016年9月23日：為方便京江線複線電氣化工程，暫時關閉3號出口。
- 2016年4月29日：京江線鐵道距離標告示[2]
- 2016年9月13日－9月18日：中秋節連休期間京江線電鐵臨時免費營運[3][4]。
- 2016年9月24日：京江線站體開通，同時3號出口重新啟用。
- 2016年9月26日：京江線改為距離板橋起點2.0公里[5]。

## 車站周邊
- 城南藝術中心（朝鲜语：성남아트센터）
- 盆唐友利教會
- 松林中學
- 梅松中學
- 二梅中學
- 二梅高校
- 泰園高校
- 松林高校
- 突馬高校
- 城南商會
- 盆唐消防署
- 二梅派出所
- 城南市農業技術中心

## 圖片

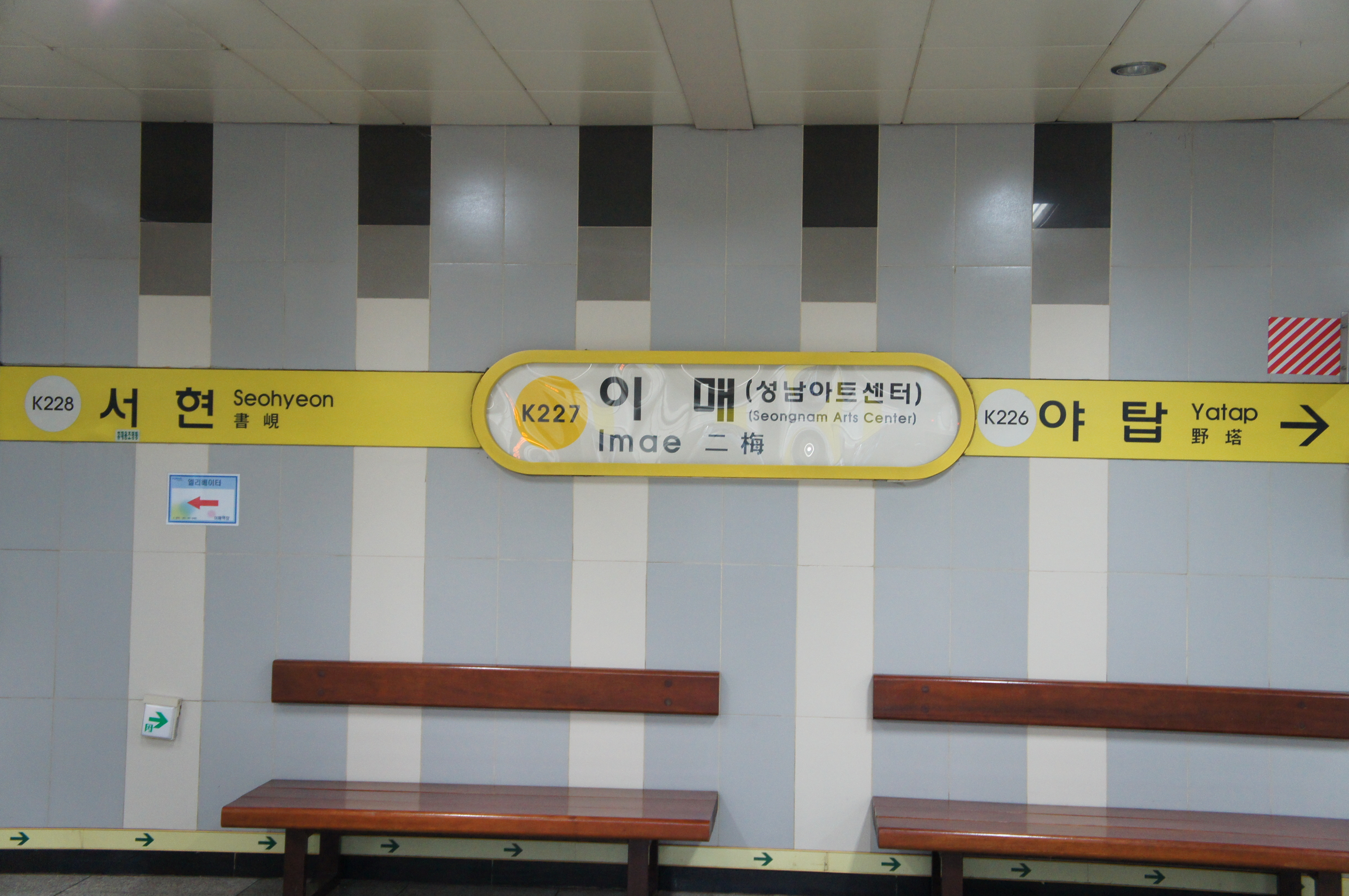
盆唐線站名牌
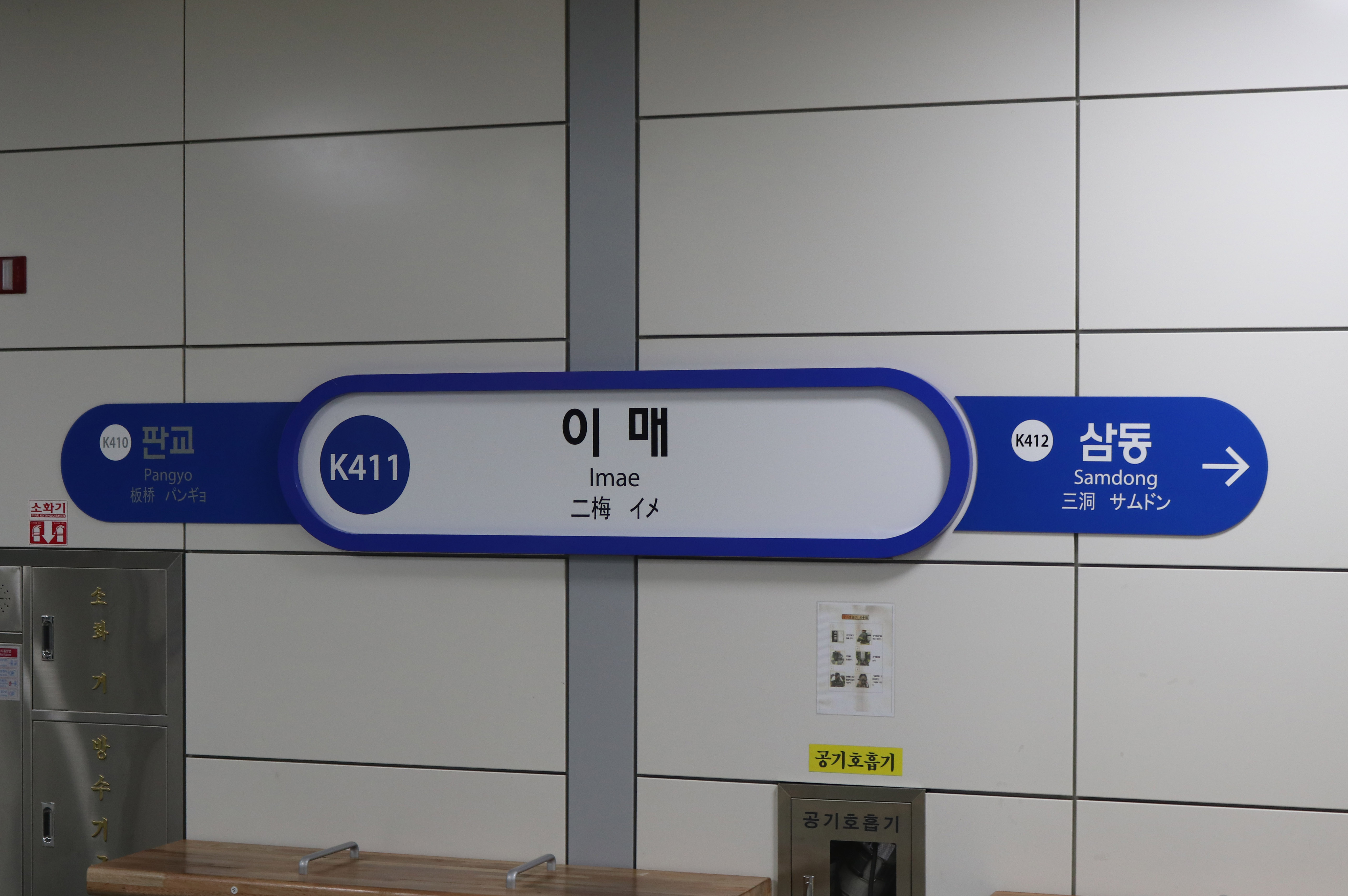
京江線站名牌
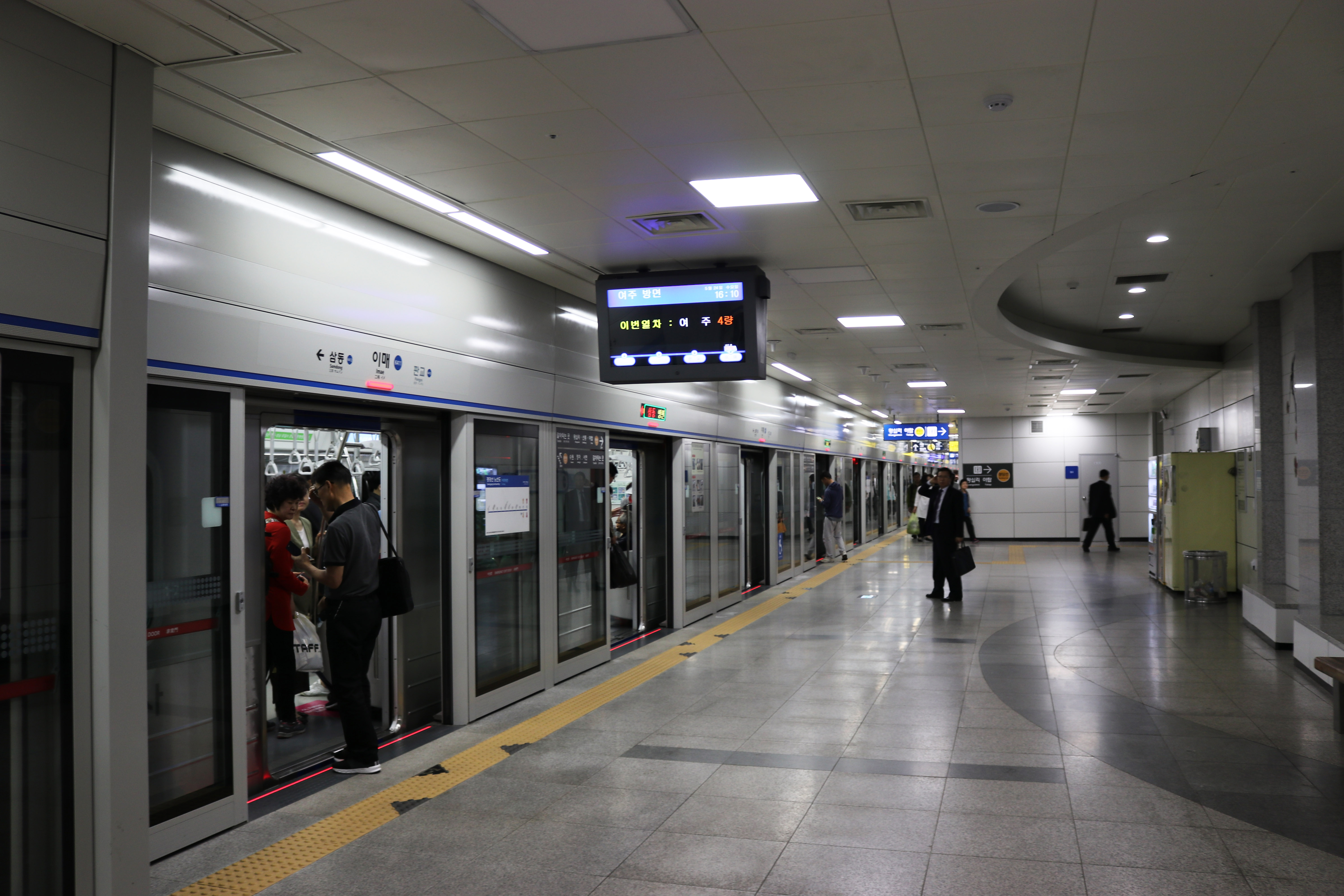
京江線候車月台
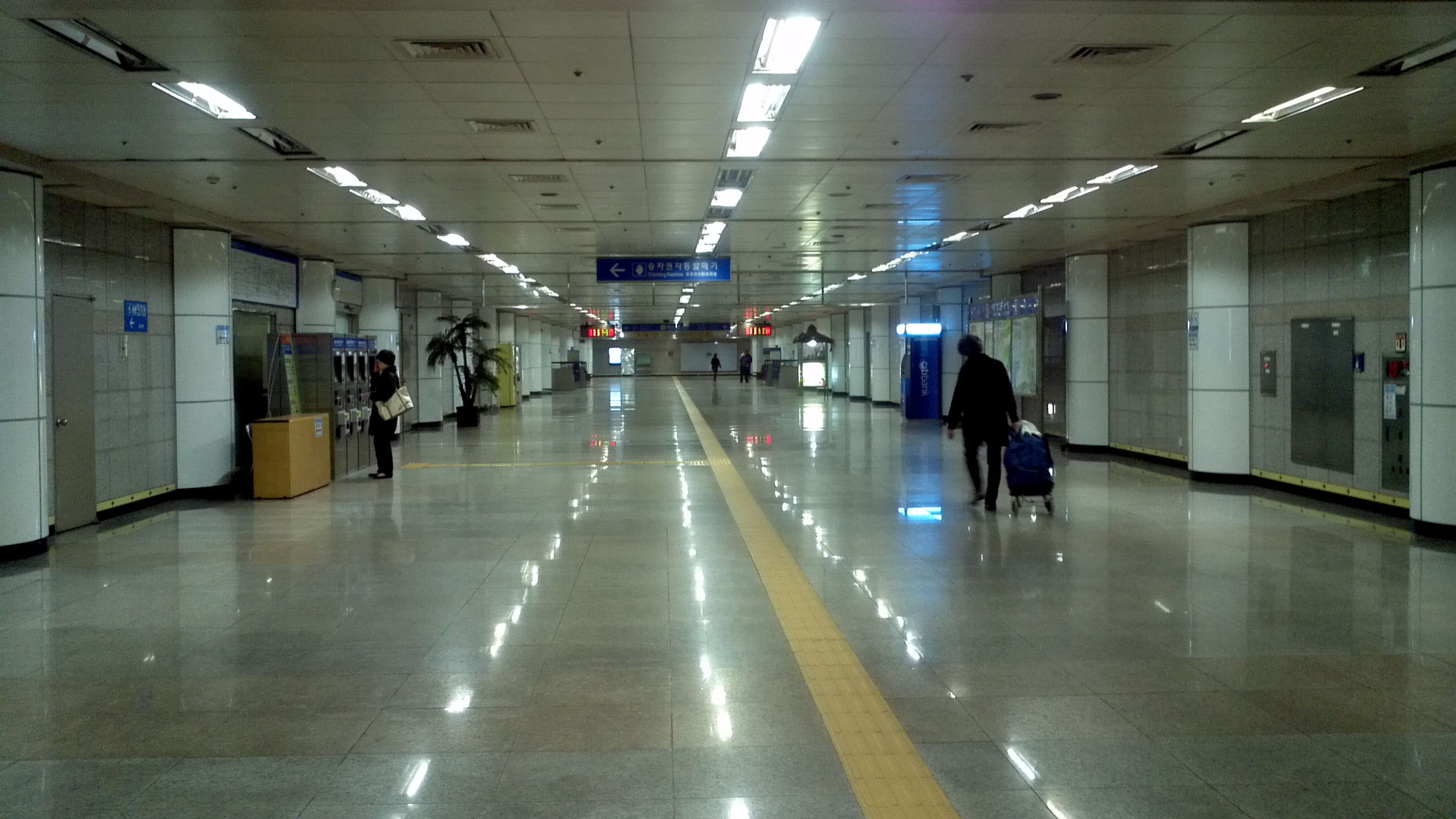
車站通道
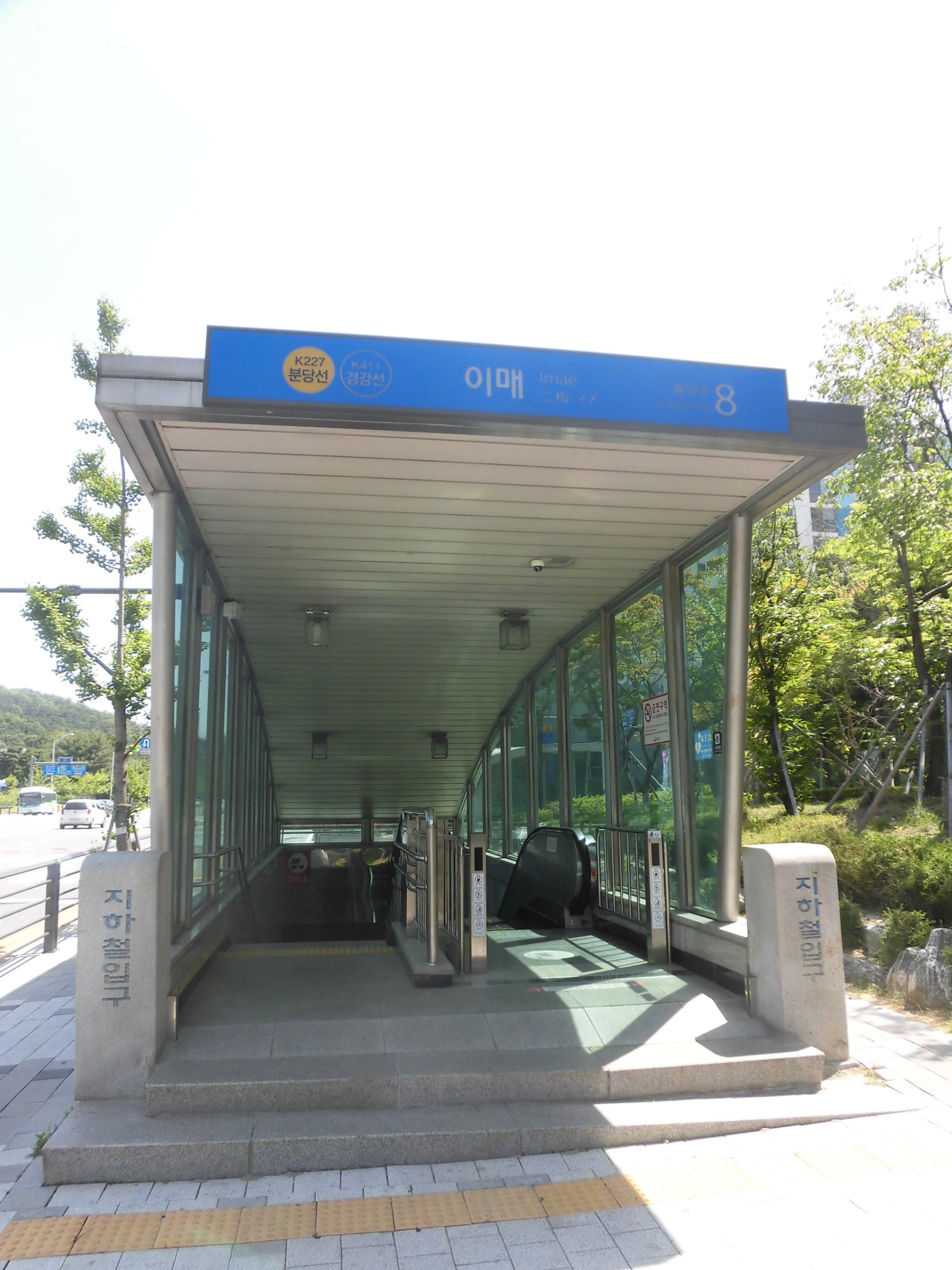
8號出口

## 相鄰車站
韓國鐵道公社
●首都圈電鐵水仁·盆唐線
盆唐急行、緩行
野塔（K226）－二梅（K227）－書峴（K228）
●首都圈電鐵京江線
城南（K410）－二梅（K411）－三洞（K412）